# Stazione di Acquaviva delle Fonti
La stazione di Acquaviva delle Fonti è una stazione ferroviaria a servizio della città di Acquaviva delle Fonti ubicata lungo la ferrovia Bari-Taranto.

## Strutture e impianti
La gestione degli impianti è affidata a Rete Ferroviaria Italiana.
Nella stazione, che si affaccia in piazza Aldo Moro, è presente un fabbricato viaggiatori composto da due livelli, di cui solo il pianterreno è aperto al pubblico. Ivi sono presenti alcuni servizi per i viaggiatori come il bar, la sala di attesa e i servizi igienici.
Il piazzale è composto da 3 binari (di cui solo 2 sono in uso) adibiti al servizio passeggeri ed è munito di 2 banchine, collegate tra loro tramite un sottopassaggio. Quest'ultimo collega la stazione anche alla via retrostante a essa, dove sono ubicate diverse fermate per autobus.

## Servizi
La stazione, che RFI classifica come silver, dispone di:
- Annuncio sonoro arrivo e partenza treni
- Bar
- Biglietteria automatica, solo biglietti regionali (aperta 24/24h)
- Parcheggio auto
- Parcheggio bici
- Sala di attesa
- Servizi igienici
- Sottopassaggio

## Movimento
Nella stazione fermano tutti i treni classificati come regionali. In passato la stazione era un capolinea e una fermata per alcuni treni Intercity.